# Mycosphaerella osborniae
Mycosphaerella osborniae är en svampart som beskrevs av D. Hawksw. & Sivan. 1976. Mycosphaerella osborniae ingår i släktet Mycosphaerella och familjen Mycosphaerellaceae.   Inga underarter finns listade i Catalogue of Life.